# Verde di Salizzole

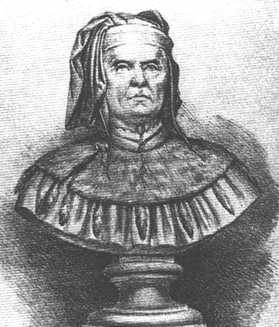
Alberto I. della Scala, Ehemann von Verde di Salizzole

Verde di Salizzole  (* in Salizzole; † 25. Dezember 1305 in Verona) war die Ehefrau von Alberto I. della Scala (* um 1248 in Verona; † 3. September 1301 ebenda), Herr von Verona (1277 bis 1301) und historisch von Interesse als Stammmutter des Hauses der Scaliger und insbesondere als Mutter von Cangrande I. della Scala, Herr von Verona (1308 bis 1329), dem Förderer von Dante Alighieri, Petrarca und Giotto.

## Herkunft
Über die Herkunft von Verde, über ihre Eltern und ihre Familie und ist praktisch nichts bekannt. Geschichtsschreiber und Genealogen des 16. Jahrhunderts beschrieben sie als Mitglied der Familie der Grafen von Salizzole, es findet sich jedoch aus der Zeit ihres Lebens weder ein Hinweis auf eine Grafschaft Salizzole noch auf eine gleichnamige gräfliche Familie. Die Nachricht von der gräflichen Herkunft Verdes dürfte daher nicht auf Tatsachen, sondern bloß auf Bemühungen von Genealogen beruhen, den Ruhm der della Scala durch die Zuschreibung Verdes zu einer gräflichen Familie zu erhöhen.
Der Name Salizzole geht auf eine Pflanze – die Weide, lateinisch „salix“ – zurück, die anfangs offensichtlich die sumpfige Gegend prägte, wo sich heute die Stadt Salizzole befindet. Diese Kleinstadt liegt im Nordosten Italiens in der Provinz Verona und hat heute rund 3800 Einwohner.
Was Verde betrifft, so gibt es selbst für ihre übliche Bezeichnung als Verde di Salizzole (Viridis de Salezolis) keine zeitgenössische urkundliche Erwähnung, da sie regelmäßig nur als Frau von Alberto della Scala (uxor domini Alberto de la Scala) oder einfach nur als Verde della Scala aufscheint.

## Leben

### Wohnort Castello von Salizzole

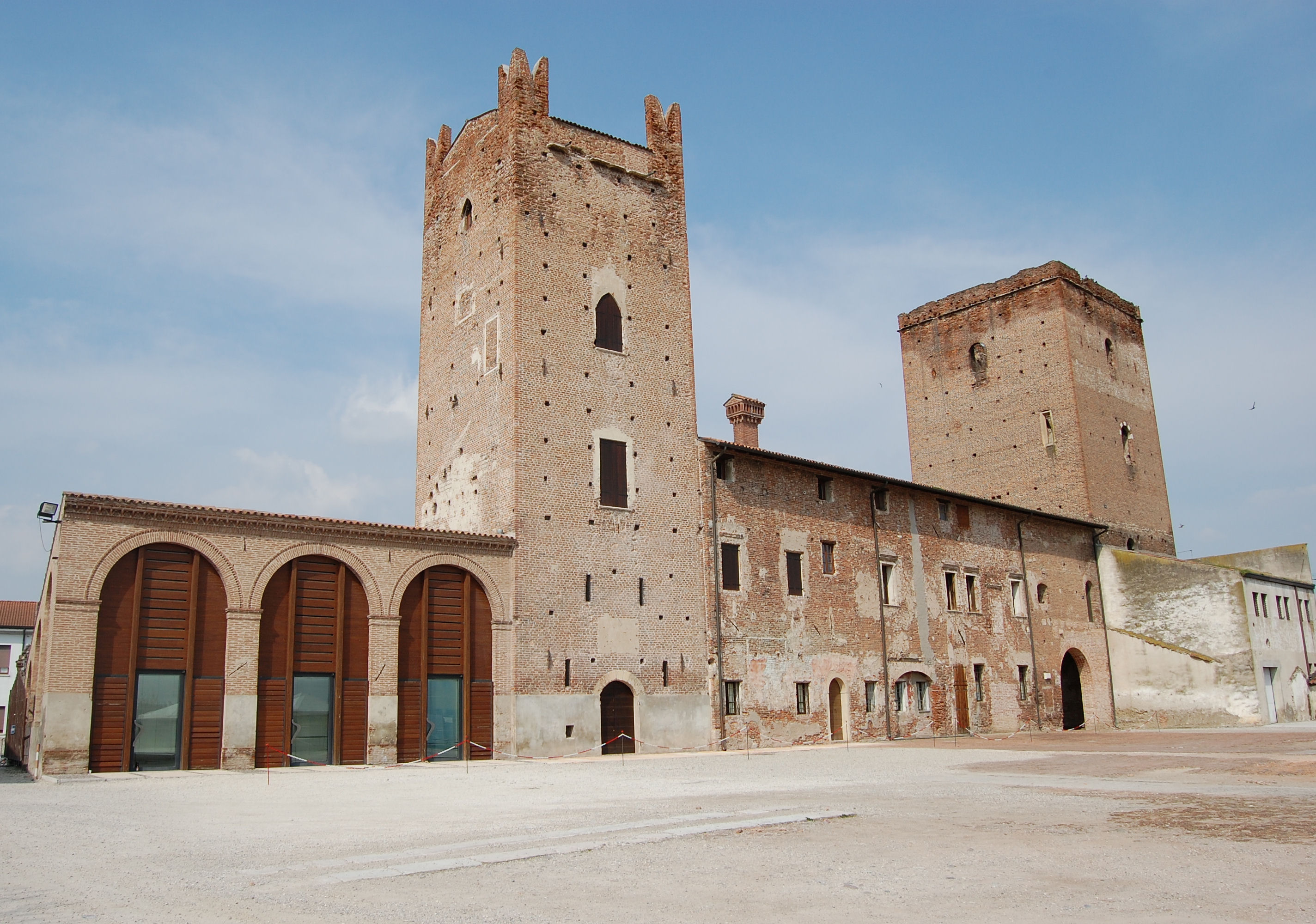
Die Burg von Salizzole

Der Überlieferung nach wohnte Verde im Castello von Salizzole, das im Besitz ihrer vermögenden Familie, der „da Salicoelis“,  gestanden haben soll. Eine frühe Beschreibung dieser Burg befindet sich im Werk von Marin Sanudo (1466–1536) „Itinerario per la Terraferma Veneziana“ (etwa: Reiseweg durch die venezianische Terraferma, d. h. durch die am Festland gelegenen Besitzungen der Republik Venedig), in der die beiden massiven Türme der Burg hervorgehoben werden, die noch heute das Gebäude charakterisieren. Der westliche Turm mit seinen typischen ghibellinischen Zinnen ist der ältere, diente als Bergfried und stand schon lange bevor Verde geboren wurde. Der östliche dreißig Meter hohe Turm wurde noch zu Lebzeiten Verdes von ihrem Ehemann erbaut, wohl um das soziale Prestige seiner Gemahlin zu unterstreichen.
Architektonische Details, die ähnlich auch in Verona vorkommen, deuten auf einen Umbau um 1298 hin. Es gab damals noch zwei weitere Türme, die jedoch im September 1441 zerstört wurden, als der Condottiere Francesco Sforza im Auftrag Venedigs die Stadt eroberte und plündern ließ. Später wurde die Burg zu einer Residenz umgebaut, im 18. Jahrhundert wesentlich verändert und dient heute u. a. als Stadtbibliothek.

### Residenz im Palazzo del Podestà in Verona

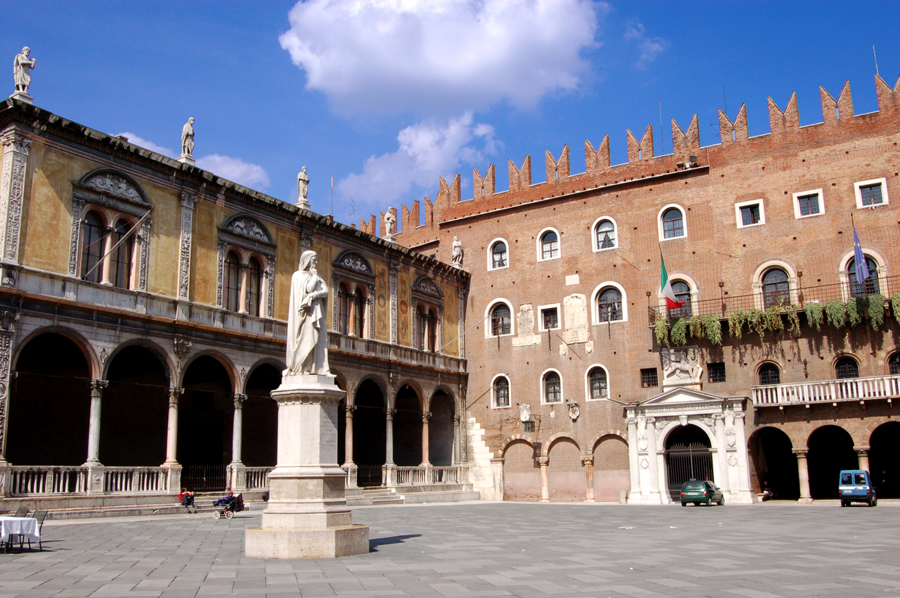
Piazza dei Signori Verona, rechts der Palazzo del Podestà, wo Verde wohnte, davor: Statue Dantes, 2008

Nach ihrer im Jahr 1263 erfolgten Eheschließung mit Alberto I. della Scala übersiedelte Verde nach Verona und wohnte dort   auf der Piazza dei Signori in dem von ihrem Ehemann errichteten Palazzo del Podestà, manchmal wohl auch in dem 1301 von ihrem Ehemann auf der Piazza Erbe errichteten Palazzo, der Casa di Mercanti.

### Wohltätige Stiftungen
In Verona gründete Verde  im Jahre 1281 das Spital „San Daniele Domus Dei“ (Haus Gottes) für Pilger und arme Patienten. Diese Stiftung dürfte sich  besonders bewährt zu haben, denn am 26. Mai 1300 beschenkte sie dieses Spital gemeinsam mit ihrer Schwester mit Baugründen und landwirtschaftlichen Liegenschaften, die in Bovolone (Provinz Verona) gelegen waren, damit dort ein ähnliches Spital errichtet werden kann. Von Interesse ist der Ort der Ausstellung dieser Urkunde: „in Salezolis in domo magnifice domine Viride“ (d. h., etwa: in Salizzole im Haus der erlauchten Herrin Verde).

### Besitzungen
Diese Formulierung zeigt, dass Verde in Salizzole nicht nur erheblichen Landbesitz, sondern dort auch ein selbst für die Herrin von Verona angemessenes repräsentatives Haus besaß. Dass dieses Haus mit dem Castello di Salizzole identisch ist, erscheint  wahrscheinlich, lässt sich jedoch urkundlich nicht nachweisen. Bekräftigt wird diese Vermutung jedoch dadurch, dass die Burg in Salizzole bald darauf von der  Familie ihres Ehemannes ausgebaut und erweitert wurde. Unabhängig davon verfügte Verde in verschiedenen Orten über ausgedehnten Grundbesitz. So etwa auch in Angiari, in Fracazzole, in Nogara, Orti und vermutlich auch in Giare.

### Kirchliche Belehnungen
Verde spielte auch eine wichtige Rolle beim Ausbau der Beziehungen zu kirchlichen Institutionen. Bereits 1287 wurde sie vom Kloster San Zeno mit Gütern in Ostiglia belehnt. Von ihrem  Stiefsohn, dem Abt Giuseppe (außerehelicher Sohn von Alberto della Scala), wurde sie mit Villimpenta belehnt. Vom Bischof von Verona, Pietro della Scala, erhielt sie einen Teil des Zehnts von Nogara, Bonferraro und Fatole, während sie von Bischof Bonincontro Kunstwerke erhielt. Vor seinem Tod überschrieb ihr Ehemann ihr testamentarisch alle Rechte, die er auf den Besitz Verdes besaß, und übertrug ihr silberne Geräte, Schmuck und zwei Betten und ernannte sie gemeinsam mit dem Bischof Tebaldo von Verona und seinem Sohn Bartolomeo zur Testamentsvollstreckerin.

### Begegnung mit Dante
Verde hatte auch Gelegenheit, den größten Dichter ihrer Zeit, Dante Alighieri (1265–1321), näher kennenzulernen, da dieser zwischen 1303 und 1304 als Gast ihres Sohnes Bartolomeo della Scala einige Monate lang im Palazzo del Podestà in Verona lebte. Sie hatte daher wohl öfters Gelegenheit, mit diesem großen Dichter zusammenzukommen und mit ihm über dessen Werke zu sprechen. Als Bartolomeo 1304 starb, verließ Dante Verona, da er sich mit dessen Nachfolger, Alboino della Scala, nicht gut verstand. Er kehrte jedoch während der Herrschaft des dritten Sohnes von Verde, Cangrande della Scala, nach Verona zurück,  lebte dort von 1314 bis 1318 in enger Freundschaft mit seinem Gastgeber und verewigte diesen im „Paradiso“ in der Göttlichen Komödie, indem er das Lob seines Förderer seinem Vorfahren Cacciaguida in den Mund legt.

### Ableben
Verde di Salizzole bzw. Verde della Scala starb als Witwe am 25. Dezember 1305 vermutlich in Verona. Sie hinterließ eine zahlreiche Nachkommenschaft, die sich auch in Deutschland und Österreich verbreitete.

## Ehe und Nachkommen
Verde di Salizzole heiratete 1263 Alberto I. della Scala († 3. September 1301). Dieser war von 1272 bis 1277 Podestà von Mantua und von 1277 bis 1301 der zweite Herr der Stadt Verona aus dem Haus der Scaliger. Er war ein Sohn von Jacopino della Scala und der Elisa Superbi sowie der jüngere Bruder und Nachfolger von Mastino I. della Scala, der am 17. Oktober 1277 von Adligen der Stadt getötet worden war.

### Nachkommen
- Costanza della Scala (* um 1263; † 1306 in Mantua) ⚭ I. 28. Juli 1289 Obizzo II. d’Este, Herr von Ferrara, Modena und Reggio nell’Emilia († 1293),[7] ⚭ II. 19. Juli 1299 Guido Botticella Bonacolsi, Herr von Mantua (1299–1309) (Aus erster Ehe hatte sie die Kinder Francesco und Maddalena d´Este, aus zweiter Ehe Agnese und Fiordalisio Bonacolsi.)
- Bartolomeo I. della Scala  († 1304) Herr von Verona und Vicenza (1301–1304), ⚭ 1291 Costanza di Antiochia, eine Tochter von Corrado di Antiochia, Graf von Celano und Alba (Er war ein Enkel von Kaiser Friedrich II. aus dem Haus der Staufer) und der Beatrice Lancia.
  - Cecchino della Scala († 1325) ⚭ I. Agnese Visconti, eine Tochter von Matteo I. Visconti, Herr von Mailand, ⚭ II. Gaja di Camino, eine Tochter von Guccello di Camino (keine Nachkommen)[8]
- Barbara della Scala († 1297), ⚭ Giovanni I. da Carrara Podestà von Belluno († nach 1312)
- Alboino della Scala († 1311 in Verona) Herr von Verona und Vicenza (alleine 1304 bis 1308, gemeinsam mit seinem jüngeren Bruder Cangrande 1308 bis 1311) ⚭ I. 28. Dezember 1298 Caterina Visconti (* 1282; † 1311), eine Tochter von Matteo I. Visconti, Herr von Mailand, ⚭ II. 1306 Beatrice da Correggio (* 1286; † 1321), eine Tochter von Giberto III. Herr von Parma und Correggio. Aus zweiter Ehe stammen die bedeutendsten Söhne, Alberto II. della Scala, Herr von Verona (gemeinsam mit seinem Bruder 1229 bis 1351, alleine 1351 bis 1352) und Mastino II. della Scala Herr von Verona (gemeinsam mit seinem Bruder 1329 bis 1351)

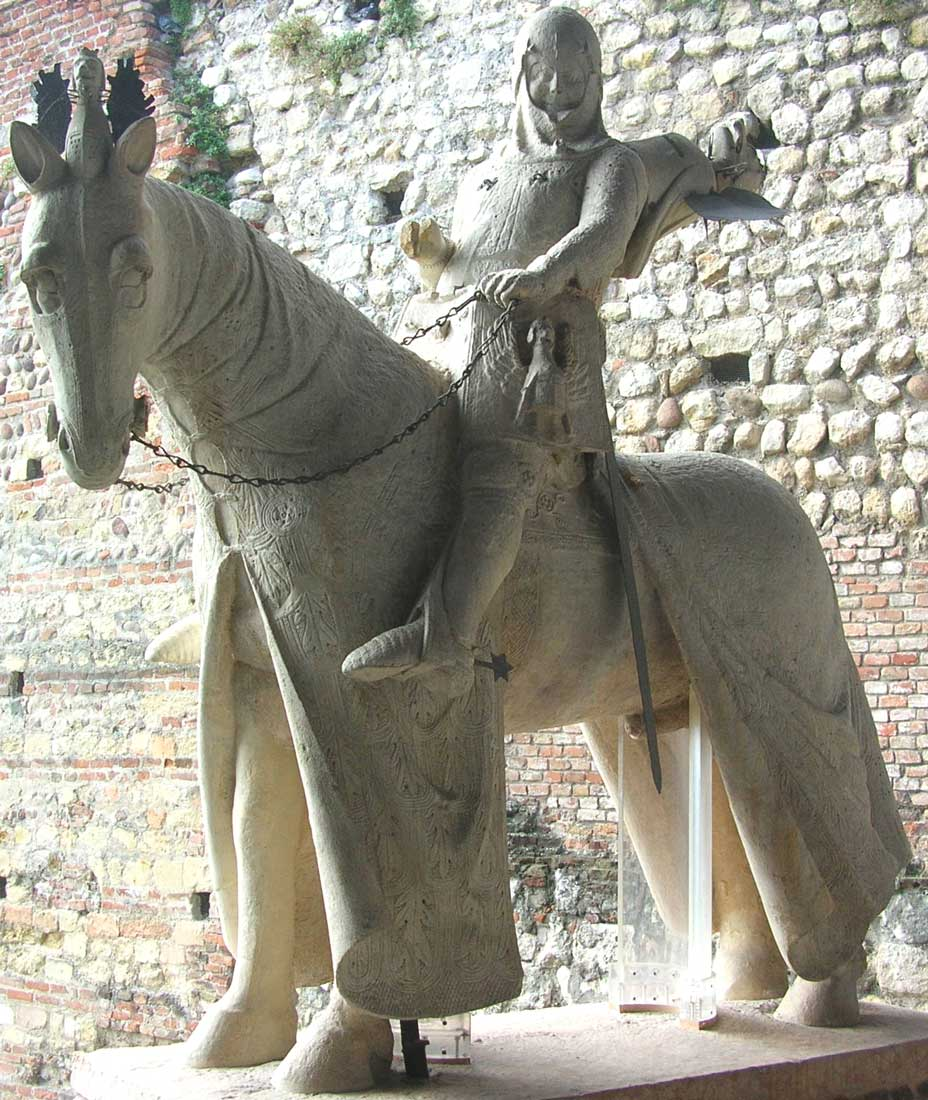
Statue von Cangrande della Scala, jüngerer Sohn von Verde

- Cangrande I. della Scala  (eigentlich Can Francesco della Scala; * 1291; † 1329 in Treviso), Herr von Verona, Vicenza, Padua, Belluno, Feltre, Monselice, Bassano  und Treviso, regierte gemeinsam mit seinem Bruder Alboino von 1308 bis 1311 und allein von 1311 bis 1329, Haupt der Ghibellinen in Italien, Protektor von Dante Alighieri, Petrarca und Giotto[9] ⚭ Giovanna di Antiochia (* 1280; † 1352), eine Schwester seiner Schwägerin Costanza und Tochter von Corrado di Antiochia aus dem Haus der Staufer. Er hatte jedoch keine legitime Nachkommenschaft, wohl aber acht außereheliche Kinder.[10]
- Caterina della Scala († um 1305) ⚭ I. Niccolò da Fogliano, signore di Reggio Emilia (* um 1260; † 14. Jahrhundert) (acht Kinder, darunter Guidoriccio da Fogliano († 1352),[11] der als berühmter Condottiere von Simone Martini (* 1284; † 1344) in einem Fresko im Empfangssaal des Palazzo Pubblico in Siena verewigt wurde).[11] Caterina heiratete in zweiter Ehe Bailardino Nogarola.